# Dagana (Senegal)
Dagana (de vegades Tagana) és una ciutat del nord del Senegal, situada en la vall baixa del riu Senegal, entre Richard-Toll i Podor.

## Història

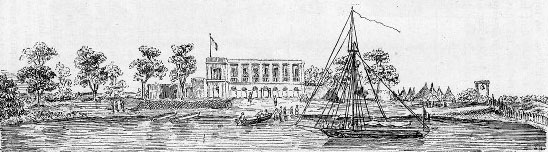
La plaça de Dagana (il·lustració de Costa occidental d'Àfrica, 1890)

El poble fou fundat vers els anys 1300. L'etimologia del seu nom resta incerta, podent venir tant del wòlof – fi dagan na dëk significant un lloc propici – com del peul – del nom del fundador, Dagana. Alguns diuen també que la ciutat fou fundada per un personatge de nom Dah procedent de Ghana.
La història de Dagana resta lligada a la del regne del Waalo, del qual el brak (rei) va fer la guerra a la zona. El governador de la colònia del Senegal Schmaltz va signar el 8 de maig de 1819 el Tractat de Ndiaw amb el brack Amar Faatim Borso Mbodj i els principals caps del país: el Diawdine Madiaw Xor Aram Bakar Diaw, el Béthio Sakoura Diop, el Maalo Ndiack Danco Diaw, el diogomaye Ndiack Arame Kélar Diaw, el beuk Negg Ndiourbel Birame Coura Diagne; el tractat va portar a la creació d'una sèrie de places comercials al llarg del riu Senegal entre les quals la de Dagana.
A Dagana es va celebrar el 18 de juny de 1833 el matrimoni entre la reina del Waalo, Ndieumbeutt Mbodj, i l'emir maure de Trarza, Mohamed Al-Habib.
El 9 de març de 1908 el marabut tuculor Aly Yoro Diop (Aali Yero Joop) de Fanaye, que firigia una guerra santa, va atacar la posició colonial de Dagana amb els seus estudiants de l'Alcorà; va morir amb 29 dels seus partidaris a mans de la guarnició francesa que tenia el suport del cap principal del Waalo, Samba Yomba Guilé Mbodj i el seu goum (guàrdia).
Durant l'era colonial, Dagana fou un gran centre comercial, lligat sobretot al negoci de la goma aràbiga.
El poble fou erigit en municipi (comuna) l'1 de 1 de 1960 i Makha Sarr, nascut l'any 1911 a Dagana, director d'escola, hi va ser elegit primer diputat-alcalde de la ciutat.

## Administració
El municipi és capital del departament de Dagana, situat en la regió de Saint-Louis.

## Geografia
El clima és de tipus sahelià.
A vol d'ocell, les localitat més pròximes són Mbilor Dieri, Keur Mbaye, Keur Mour, Keur Koure, Gae, Ndiareme, Keur Biram, Bokhol i Keur Mor Ibra.
Dakar, la capital, es troba a 408 km.

### Població
La població està principalment constituïda de wòlofs, de peuls i de maures.
En el moment dels cens de 1988 i 2002, la població s'elevava respectivament a 15.638 i 18.205 habitants.
El 2007, segons les estimacions oficials, Dagana tindria una població de 20.916 persones.

### Economia
Els recursos locals provenen essencialment de l'agricultura. L'arròs i el tomàquet són els principals cultius a gran escala. La producció del tomàquet és venuda a la SOCAS que disposa d'una unitat industrial de transformació a la ciutat de Dagana.
Gràcies al seu ric patrimoni, sobretot el fort – que figura en la llista dels llocs i monuments històrics classificats –, i als encants del riu, Dagana està oberta al turisme. És sobretot l'una de les escales dels creuers sobre el fleuve Sénégal amb el Bou-el-Mogdad.

## Personalitats nascudes a Dagana
- Mankeur Ndiaye, ministre dels afers etrangeres
- Mouhamadou Moctar Cisse, lnspecteur d'estat, director de la Senelec
- Oumar Sarr, diputat alcalde de Dagana, ex ministre d'Estat, ministre del Urbanisme, de l'hàbitat, i de l'energia hidraulica